# Podu Oltului, Brașov
Podu Oltului este un sat în comuna Hărman din județul Brașov, Transilvania, România.
Un sat care în trecut era micuț, azi este în continua creștere din ambele părți atât înspre Hărman cât și spre Doboli. La întrarea în sat au rămas clădirile vechilor grajduri de bovine (în prezent renovate și puse în funcțiune), vechea vilă de administrație, ruinele fostei ciupercării Pleurotus, câteva blocuri și rămășițe din clădirile unde stăteau oamenii care lucrau în apropiere. Înaintând spre centrul satului se găsesc două magazine alimentare iar în centru pe strada principala sunt trei baruri și doua magazine alimentare. Intrând pe strada Florilor găsiți un dispensar, mergând tot înainte ajungeți la o răscruce de drumuri cel din stânga duce înspre fabrica de produse farmaceutice pe baza de plante Herbagetica iar partea dreapta în cca. 100 de metri ajungi la biserica Înălțarea Domnului care este de o frumusețe și o liniște nemaipomenita. În centrul satului se afla Căminul Cultural Podu-Oltului unde se țin nunti, botezuri, petreceri și evenimente pe care le organizează ocazional învățătorii de la scoala primara și grădinița de lângă (serbări de: Crăciun, 8 martie , de sfârșit de an etc). Aproape de ieșirea din sat unul dintre locuitori a deschis o piscina privata, unde ai acces contra cost pe nume K-tribute. Satul este înconjurat de raul Olt, trecând peste un pod care inițial a fost de lemn (încă se pot vedea vechii bolțari) dar care în al doilea război mondial a fost refăcut în întregime din fier și beton pentru a putea trece tancurile peste el. Pe el intri în sat dinspre Harman, de aici și numele Podu-Oltului.